# Kelleth
Kelleth – wieś w Anglii, w Kumbrii. Leży 57 km na południowy wschód od miasta Carlisle i 363 km na północny zachód od Londynu.